# Panklastit (eksploziv)
Panklastiti su klasa Sprengel eksploziva sličnih oksilikvitima. Prvi put ih je predložio Eugene Turpin, francuski hemičar 1881. Oni su mešavina tečnog azot-tetroksida koji služi kao oksidant sa odgovarajućim gorivom, npr. ugljen-disulfidom, u zapreminskom odnosu 3:2.  Архивирано 2008-12-01 на сајту  Drugo gorivo koje se koristi je nitrobenzen.   Moguća alternativna goriva su npr. nitrotoluen, benzin, nitrometan ili halougljenici.
Panklastiti su osetljivi na udarce i teško je bezbedno rukovati, što zahteva njihovo mešanje neposredno pre upotrebe; takođe, azot-tetroksid je veoma korozivan i eksplodira u kontaktu sa nekim hemikalijama. Uprkos tome što je njihova brzina detonacije uporedivi sa TNT-om, panklastiti danas praktično nemaju koristi.
Tokom Prvog svetskog rata, zbog nestašice drugih eksploziva, Francuzi su koristili neke mešavine klase panklastita, koje su zvali aniliti, u malim avionskim bombama. Mešanje hemikalija pokrenuto je protokom vazduha koji je okretao propeler na nosu bombe nakon što je ispuštena, mešajući prethodno odvojene hemikalije unutra. Dobijena smeša je bila toliko osetljiva da bombama nije bio potreban upaljač da eksplodiraju pri udaru.
1880-ih, Nemci su testirali torpeda sa bojevom glavom od panklastita. Ugljen-disulfid i azot-tetroksid bili su uskladišteni u odvojenim staklenim pregradama, koji su bili razbijeni kada je torpedo lansirano i hemikalije pomešane, a kasnije su detonirane kontaktnim fitiljem.

## Svojstva i karakteristike
Panklastit (fr.  Panclastite) je tečna eksplozivna smeša koja se sastoji od dizot-tetroksidaN2O4 kao oksidacionog sredstva, i raznih zapaljivih materija. Predložio i patentirao F. A. Turpin u Francuskoj 1881. Odnosi se na opštiju klasu takozvanih Sprengel eksploziva koji sadrže azotnu kiselinu ili različite okside azota kao oksidaciono sredstvo.

### Turpenova originalna postava
Originalni i najpoznatiji panklastit se sastoji od 64,3% (težinski) ugljen-disulfida CS2 i 35,7% dinitrogen tetroksida. Gustina 1,28 kg/l.
Jednačina za hemijsku reakciju u eksploziji:
2CS2 + 3N2O4 = 2CO2 + 4SO2 + 3N2
Relativni specifični rad eksplozije je 6455 jedinica (TNT - 8910 jedinica). Temperatura eksplozije 3731 K (TNT pod istim uslovima - 3423 K). Podaci o specifičnoj zapremini gasovitih produkata eksplozije su različiti: 601,6 l/kg; 59 l/kg pri 760 mm i 0 °C. Test u Trauzl bombi 330 cm³ (pikrinska kiselina - 305 cm³). Brisance 3,3 mm (pikrinska kiselina - 3,05 mm).
Prednosti kompozicije za period njenog razvoja bile su niska cena, visoka gustina i energija eksplozije, kao i odsustvo čvrstih produkata eksplozije. Komponente panklastita su opasne i štetne supstance, ali ne eksplodiraju pojedinačno, što je omogućilo njihov bezbedan transport i mešanje direktno na mestu upotrebe. Zbog visoke korozivnosti dinitrogen tetroksida, mora se skladištiti i transportovati u posebnim kontejnerima. Pripremljena smeša je veoma osetljiva na mehanička opterećenja.
Da bi se smanjila osetljivost i lakoća rukovanja, Turpin je takođe predložio zasićenje poroznih apsorbera kao što je kizelgur (tzv. gur-panklastit) sa gotovom smešom.

### Druge postave
- sastav sa benzolom : 81,8% (po masi) tečnog azot-tetroksida i 18,2% benzola. Jednačina hemijske reakcije:

C6H6 + 3N2O4  = 3CO2 + 3CO + 3H2O + 3N2
- formulacija sa nitrobenzolom : 69,8% (po težini) tečnog azot tetroksida i 30,2% nitrobenzola. Jednačina hemijske reakcije:

8C6H5NO2 + 25N2O4 = 48CO2 + 20H2O + 29N2
Gustina 1,38 g/cm³, toplota eksplozije 1777 cal/g, brzina detonacije 8000 m/s. Brisance 5,05 mm (nitroglicerin pod istim uslovima - 4,9 mm). Test bombe Trauzl - 505 cm³ (nitroglicerin - 490 cm³). Prema drugim podacima, brzina detonacije smeše 65% dinitrogen tetroksida i 35% nitrobenzena je 7650 m/s.
- kompozicija sa smešom nitrobenzena i ugljen-disulfida : 68% (masenih) dizot-tetroksida i 32% smeše nitrobenzena i ugljen-disulfida u odnosu 65:35 po masi. Brisance 4,3 mm, test u Trauzl bombi 432 cm³.

## Aplikacija
Krajem 19. veka u rudarstvu su korišćene razne vrste panklastita, ali su brzo zamenjene pogodnijim i sigurnijim dinamitima i drugim eksplozivnim jedinjenjima.
Tokom 1880-ih, panklastit je testiran kao sastav za pomorska torpeda u nemačkoj mornarici. Komponente kompozicije, ugljen-disulfid i azot-tetroksid, smešteni su u glavu torpeda u odvojenim staklenim posudama. Kada je torpedo lansiran, posude su polomljene, komponente su pomešane i potkopane kada je inercijski osigurač stigao do cilja. Rezultati ispitivanja su bili pozitivni, ali kompozicija nije primljena na upotrebu zbog visokog rizika od neželjenih eksplozija kada su staklene posude oštećene. Tokom Prvog svetskog rata, zbog akutne nestašice redovnog komercijalno proizvedenog eksploziva, panklastiti su ponovo našli široku primenu, pre svega u vazdušnim bombama. Francuska vojska je koristila panklastit pod imenom "Anilit"  u bombama specijalnog dizajna sa odvojenim postavljanjem komponenti. Italijanska vojska je koristila sastav benzol + dizot tetroksid. Godine 1921. izvršena je velika eksplozija u Brodiju koristeći ovaj sastav (otprilike 4500 kg dizot-tetroksida i 1500 kg benzena).
Tokom 2. svetskog rata panklastiti su ponovo našli primenu, neke britanske teške bombe su opremljene anilitnom kompozicijom. Posle 2. svetskog rata, termin "anilit" proširio se na sve formulacije koje sadrže dizot-tetroksid.

## Spoljašnje veze
- The Journal of the Society of Chemical Industry. April 29, 1886: NOTE ON SO-CALLED "PANCLASTITE." BY H. SPRENGEL, PH.D., F.R.S.